# Claude-Emmanuel de Pastoret

Claude-Emmanuel de Pastoret

Claude-Emmanuel Joseph Pierre, marquis de Pastoret (* 24. Dezember 1755 in Marseille; † 28. September 1840 in Paris) war ein französischer Politiker und Schriftsteller.

## Biografie
De Pastoret war während der Französischen Revolution Abgeordneter von Paris in der Gesetzgebenden Nationalversammlung und 1791 für kurze Zeit Innenminister. Während der Terrorherrschaft emigrierte er und kehrte 1795 nach Frankreich zurück. Nach der Revolution wurde er Deputierter des Départements Var, 1809 Mitglied des Sénat conservateur, 1814 Mitglied und Vizepräsident der Chambre des pairs, 1826 Ministre d’État und 1829 der letzte Kanzler der Restauration.
Claude-Emmanuel de Pastoret war Mitglied im Bund der Freimaurer und Mitglied der Pariser Freimaurerloge Neuf Sœurs.
De Pastoret wurde 1784 Mitglied der Académie des inscriptions et belles-lettres, 1820 der Académie française und 1832 der Académie des sciences morales et politiques. Er unterrichtete am Collège de France und an der Sorbonne, trat als Übersetzer der Werke Tibulls hervor und veröffentlichte eine elfbändige Histoire de la Législation.

## Werke
- Éloge de Voltaire, 1779
- Tributs offerts à l’Académie de Marseille, 1782
- Traduction en vers des élégies de Tibulle, 1783
- Discours en vers sur l’union entre la magistrature, la philosophie et les lettres, 1783
- De l’influence des lois maritimes des Rhodiens sur la marine des Grecs et des Romains, 1784
- Zoroastre, Confucius et Mahomet comparés, 1787
- Moïse considéré comme législateur et comme moraliste, 1788
- Des lois pénales (2 Bände), 1790
- Rapport sur l’état des hôpitaux, des hospices et des secours à domicile, à Paris, 1816
- Histoire de la législation (11 Bände), 1817–1837